# Ív (geometria)

A zöld színnel megjelölt rész egy körcikk. Az L hosszúságú határoló görbe egy körív.

Az euklideszi geometriában az ív (jele: ⌒) egy differenciálható görbe zárt darabja. Egy szokványos példa a síkban (kétdimenziós sokaság) a körvonal egy darabja, a körív. Ha az ív egy főkör (vagy fő ellipszis) darabja a térben, főívnek nevezzük.
Minden két különböző pont két ívet határoz meg egy körvonalon. Ha a két pont nem pontosan átellenben van egymással, akkor az egyik ív kisebb, és a hozzá tartozó középponti szög kisebb, mint {\displaystyle \pi } radián (180°), a másik ív pedig nagyobb, és a hozzá tartozó szög is nagyobb, mint {\displaystyle \pi } radián.

## Körív

### Körív hossza
Egy kör ívének hossza (pontosabban ívhossza) megadható az ív θ középponti szögének (radiánban mérve) és az r hosszúságú szögszárak (sugarak) által bezárt szög szorzataként:
{\displaystyle L=\theta r}.
Ez abból az aránypárból következik, hogy
{\displaystyle {\frac {\hbox{ív}}{\hbox{kerület}}}={\frac {\hbox{szög}}{\hbox{teljes szög}}}}.
A kerületet és a teljes szög behelyettesítve azt kapjuk, hogy
{\displaystyle {\frac {L}{2\pi r}}={\frac {\theta }{2\pi }}}.
ezt átrendezve kapjuk a fenti {\displaystyle L=\theta r} egyenlőséget.

Ha a szöget nem radiánban mérjük, hanem fokban, akkor a harmadik egyenlet a következő alakú lesz:
{\displaystyle {\frac {L}{2\pi r}}={\frac {\alpha }{360^{\circ }}}}.
ezt átrendezve kapjuk, hogy
{\displaystyle L={\frac {\alpha \pi r}{180^{\circ }}}}.

#### Példa
Ha a szög 60°-os és a kerület 24 egység, akkor 
{\displaystyle {\begin{aligned}{\frac {60}{360}}&={\frac {L}{24}}\\360L&=1440\\L&=4.\end{aligned}}}
Ez abból következik, hogy a kör kerülete és a középponti szöge – ami mindig 360° – egyenes arányban állnak.
Egy felső félkör a következőképpen paraméterezhető:
{\displaystyle y={\sqrt {r^{2}-x^{2}}}.}
Ekkor az ívhossz {\displaystyle x=a}-tól {\displaystyle x=b}-ig
{\displaystyle L=r{\Big [}\arcsin \left({\frac {x}{r}}\right){\Big ]}_{a}^{b}.}

### Ívhez tartozó körcikk területe
Egy ív és a kör középpontja által meghatározott terület (amit az ív és a két végpontjába húzott sugár határol):
{\displaystyle A={\frac {r^{2}\theta }{2}}.}
Az A terület úgy aránylik a kör területéhez, mint a θ szög egy teljes körbeforduláshoz:
{\displaystyle {\frac {A}{\pi r^{2}}}={\frac {\theta }{2\pi }}.}
{\displaystyle \pi }-vel egyszerűsítve:
{\displaystyle {\frac {A}{r^{2}}}={\frac {\theta }{2}}.}
{\displaystyle r^{2}}-tel beszorozva mindkét oldalt kapjuk az alábbi végeredményt:
{\displaystyle A={\frac {1}{2}}r^{2}\theta .}
A fenti átváltást használva egy fokban kifejezett középponti szöghöz tartozó körcikk területe
{\displaystyle A={\frac {\alpha }{360}}\pi r^{2}.}

### Ívhez tartozó körszelet területe
Egy ív és a két végpontját összekötő egyenes által határolt alakzat területe
{\displaystyle {\frac {1}{2}}r^{2}\left(\theta -\sin {\theta }\right).}
Egy ívhez tartozó körszelet területének meghatározásához az {\displaystyle A} területből ki kell vonnunk a kör középpontja és az ív két végpontja által meghatározott háromszög területét.

### Ívhez tartozó sugár

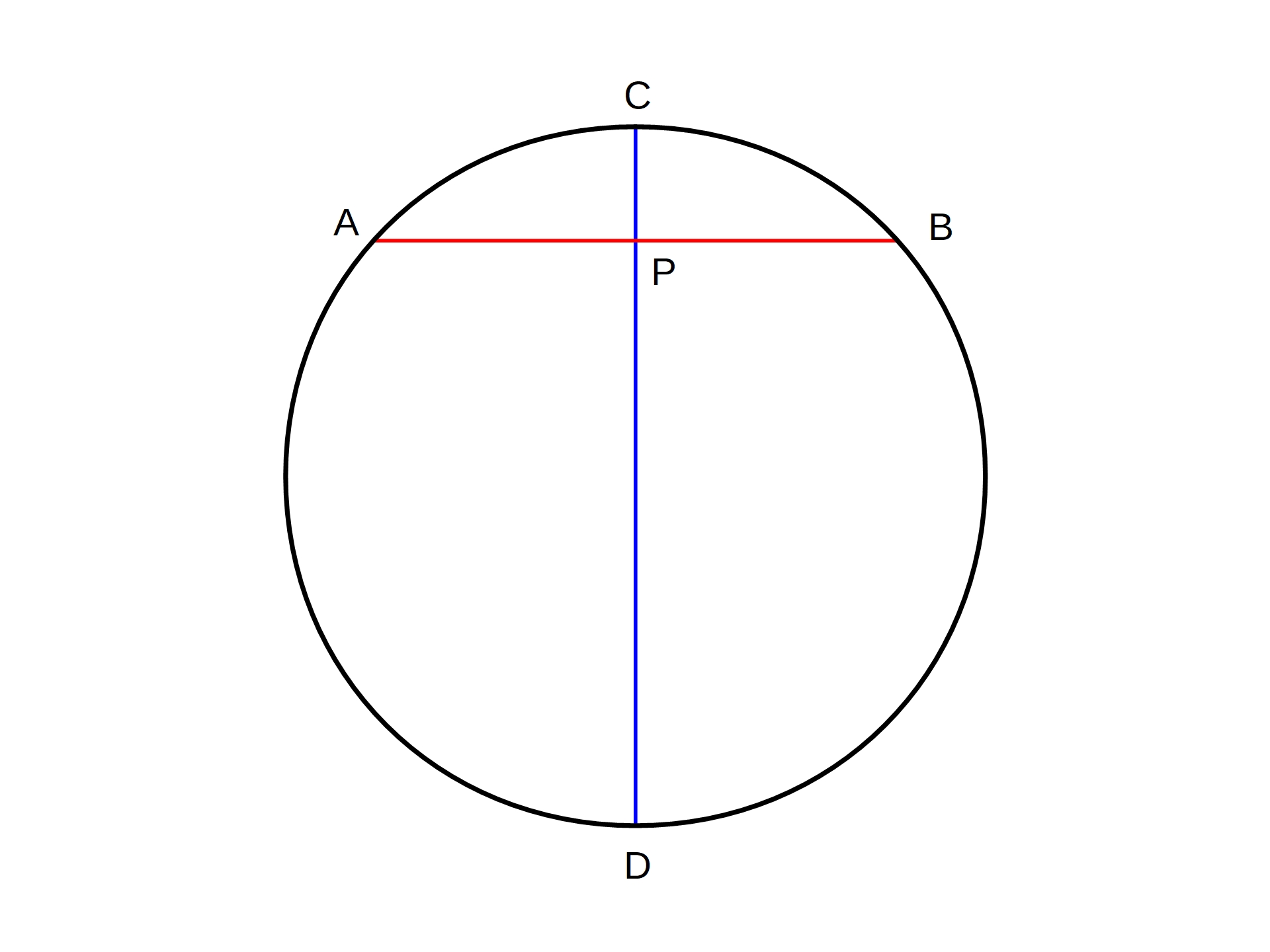
Az AP és PB szakaszok szorzata egyenlő a CP és PD szakaszok szorzatával. Amennyiben az ívhez tartozó húr hossza AB és a körívtetőpont magassága CP, a kör átmérője

A húrtétel (más  néven a pont körre vonatkozó hatványa vagy az érintő- és szelőszakaszok tétele) alkalmazásával egy kör r sugara kiszámítható a H körívtetőpont magasságból és a W ívhez tartozó húr hosszából:
Vegyünk egy húrt, aminek a két végpontja egybeesik az ív végpontjaival. A felezőmerőlegese szintén egy húr, a kör átmérője. Az első húr hossza W, amit a felezővonal két egyenlő részre oszt, amiknek a hossza {\displaystyle {\frac {W}{2}}}. Az átmérő teljes hossza 2r, amit az első húr 2 részre oszt. Az egyik rész, H, hossza egyenlő a körívtetőpont magasságával, a másik rész hossza pedig az átmérő fennmaradó része, {\displaystyle 2r-H}.
A húrtételt alkalmazva a két húrra kapjuk, hogy
{\displaystyle H(2r-H)=\left({\frac {W}{2}}\right)^{2},}
amiből
{\displaystyle 2r-H={\frac {W^{2}}{4H}},}
így
{\displaystyle r={\frac {W^{2}}{8H}}+{\frac {H}{2}}.}

## Parabolaív
A parabolához tartozó ívek tulajdonságairól (hossz, közbezárt terület): 

## Fordítás
- Ez a szócikk részben vagy egészben a Arc (geometry) című angol Wikipédia-szócikk ezen változatának fordításán alapul.  Az eredeti cikk szerkesztőit annak laptörténete sorolja fel. Ez a jelzés csupán a megfogalmazás eredetét és a szerzői jogokat jelzi, nem szolgál a cikkben szereplő információk forrásmegjelöléseként.